# Regla de Sturges
La regla de Sturges, propuesta por Herbert Sturges en 1926, es una regla práctica acerca del número de clases que deben considerar al elaborarse un histograma.
Este número viene dado por la siguiente expresión:
{\displaystyle c=1+\log _{2}(M)}, donde M es el tamaño de la muestra.
Que puede escribirse a partir de logaritmos base 10 de la siguiente forma:
{\displaystyle c=1+{\frac {\log(M)}{\log(2)}}}, donde M es el tamaño de la muestra.
El valor de c (número de clases) debe ser redondeado a un número entero. Es común redondearlo con el siguiente criterio: si el entero del resultado previo al redondeo es "par" se redondea a la alta y si el entero es "impar" se redondea a la baja, resultando siempre un número impar de clases (lo que permite ver la acumulación cerca de la media en una distribución normal).